# La casa delle anime erranti
La casa delle anime erranti è un film per la televisione del 1989, diretto da Umberto Lenzi.
Doveva essere uno degli episodi della serie Le case maledette, commissionata da Mediaset a Reteitalia, ma il materiale girato non venne mai mandato in onda a causa del contenuto violento. La serie comprendeva anche: La casa nel tempo e La dolce casa degli orrori, diretti da Lucio Fulci, e La casa del sortilegio diretto sempre da Umberto Lenzi.
I film sono usciti direttamente in videocassetta, senza nessun tipo di divieto, grazie alla rivista Nocturno, e sono stati trasmessi per la prima volta in televisione nel 2006, dalla TV satellitare Fantasy in onda su Sky al canale 132. Sono tuttora inediti sulla TV in chiaro.
Nel film recita anche Licia Colò, in seguito nota presentatrice televisiva. In questo film interpreta la piccola parte della giornalista.

## Trama
A causa della chiusura di una strada dovuta ad uno smottamento, un gruppo di ragazzi in vacanza-studio è costretto a rifugiarsi in un vecchio albergo isolato, denominato Hotel dell'eremita. I ragazzi non possono sapere che vent'anni prima, l'albergo era stato luogo di una terribile strage; i fantasmi senza pace delle vittime si aggirano ancora tra le mura dell'albergo e, disturbati dalla presenza degli ignari ragazzi, incominciano a mietere vittime.

## Location
Il film è stato girato interamente nella provincia di Pesaro-Urbino, sebbene nella finzione sia ambientato nella Valtellina, tra Sondrio e Bormio. Anche l'hotel esiste nella realtà e si trova nella cittadina di Borgo Pace (PU).

## Curiosità
Le musiche del film sono state composte da Claudio Simonetti, con lo pseudonimo di Claude King (come nel precedente "La casa del sortilegio"), anche se alcune sono riciclate: il brano che accompagna le visioni di Carla proviene dalla colonna sonora di "Demoni" di Lamberto Bava, mentre quello che si sente brevemente alla radio da "Opera" di Dario Argento.